# Monoszpitovo
Monoszpitovo (macedónul: Моноспитово) település Észak-Macedóniában, a Délkeleti körzet Boszilovói járásában.

## Népesség
| Lakosok száma | 829  | 997  | 1167 | 1205 | 1515 | 1704 | 1645 | 1992 | 1324 |
|               | 1948 | 1953 | 1961 | 1971 | 1981 | 1991 | 1994 | 2002 | 2021 |

2002-ben 1 803 lakosa volt, akik közül 1 799 macedón, 2 szerb, 1 török és 1 egyéb nemzetiségű.